# Eudule herona
Eudule herona är en fjärilsart som beskrevs av Druce 1885. Eudule herona ingår i släktet Eudule och familjen mätare. Inga underarter finns listade i Catalogue of Life.